# Barbeque 67
Barbeque 67 (andere Schreibweise: BAR-B-QUE 67, auch bekannt als das Spalding Festival) war ein Pop-Konzert, das am 29. Mai 1967 in Spalding, Lincolnshire, England stattfand.
Barbeque 67 gilt als erstes Rock-Festival. Es fand knapp drei Wochen vor dem Monterey Pop Festival statt. In der Tulip Bulb Action Hall traten von 4 Uhr nachmittags bis Mitternacht sechs der führenden Rock- und R&B-Gruppen des Jahres 1967 auf. Der Eintritt betrug 1 £. Die geschätzte Besucherzahl lag bei mindestens 4.000. Die BBC sprach von 6.000 Besuchern und rund 12.000 Leuten außerhalb des Festival-Geländes. Veranstalter des Konzerts war Brian Thompson (1938–2011).

## Die Bands
Zu Beginn spielten zwei psychedelische Rockbands: Pink Floyd in der Urbesetzung mit Syd Barrett und The Move mit Roy Wood und Jeff Lynne.
Danach kamen zwei Bluesrock-Bands: Jimi Hendrix mit seiner Experience und Cream.
Mit Zoot Money and His Big Roll Band sowie Geno Washington and the Ram Jam Band ging es zum Schluss in Richtung Rhythm and Blues.
Als Vorgruppe und in den Umbaupausen spielte die Band Sound Force 5.

## Nachwirkungen
Das Barbeque 67 war eine der wenigen Gelegenheiten, bei denen Jimi Hendrix und Eric Clapton gemeinsam auftraten. Es war eines der Ereignisse im Vorfeld des Monterey Pop Festivals, mit dem die Ära der großen Rock- und Pop-Festivals eingeleitet wurde. Gelegentlich wird das Konzert als das „erste Rockfestival der Welt“ bezeichnet.
In seiner Weihnachtsausgabe 2012 wählte das Magazin „Intelligent Life“ der Londoner Economist Group Barbeque 67 zum Gewinner in der Kategorie „Sixties Rock Gig“.
1968 organisierte Brian Thompson in Whittlesey (Cambridgeshire) ein Nachfolgekonzert, Barbeque 68, mit Fairport Convention, Donovan, Fleetwood Mac und wiederum The Move.